# 理查·狄维士
老理查德·馬文·狄维士（英語：Richard Marvin DeVos Sr.，1926年3月4日—2018年9月6日），美國企業家，安利日用品公司（Amway）的總裁和共同創辦人（另一位是杰·温安洛（Jay Van Andel））暨NBA球隊奥兰多魔术的擁有者。2012年福布斯雜誌列出美國最富有的60人和全世界最富有的205人名單中，理查德·狄维士的資產淨值是50億美元，在美國富豪榜上是第10名。

## 外部連結
- Profile （页面存档备份，存于） at Forbes
- C-SPAN內的頁面（英文）
- Notable Names Database上的理查·狄维士
- WorldCat 聯合目錄中理查·狄维士的著作或與之相關的著作
- Richard DeVos' campaign contributions at Newsmeat